# Innocent Eyes (Delta Goodrem-dal)
Az Innocent Eyes egy pop dal, melyet Delta Goodrem és Vince Pizzinga írtak. Az énekesnő Innocent Eyes albumán hallható a dal, zenei producere John Fields volt. 2003. június 6-án jelent meg kislemez formájában Ausztráliában. Delta a dallal kapcsolatban elmondta, hogy ez az egyik nagy kedvence az albumról, a szövege önéletrajzi jellegű, és a családjának ajánlotta a dalt. Harmadik number-one sikerdala volt Ausztráliában, az Egyesült Királyságban és Új-Zélandon szintén bekerült a Top 20-ba. Ezt a számot szintén elénekelte az ausztrál Szomszédok című sorozatban.

## A dal szereplése az eladási listákon
Delta Melbourneben kezdte a dal népszerűsítését, ahol is több mint nyolc órán keresztül dedikált körülbelül 10.000 embernek. A kislemez kétféle változatban jelent meg Ausztráliában, az egyiken a címadó dal volt hallható két új számmal kiegészítve: Hear me calling (Delta és Pizzinga írta), valamint a Lost for words (Delta írta). A másikon a címadó dalon kívül a Lost without you dal remix változatai, 3 féle csengőhang és ingyenes mobil logo volt található.
A kislemez második helyen nyitott az ausztrál ARIA listán, de két héttel később kiütötte az addig listavezető Evanescence Bring me to life dalát, és ezzel Delta harmadik number-one kislemez sikerét aratta. Két hétig volt listaelső a dal, 9 hétig szerepelt a Top 10-ben, 20 hétig a Top 50-ben, és platina minősítést ért el. Ez volt a 18. legsikeresebb kislemez Ausztráliában 2003-ban.
2003 szeptemberében jelent meg Írországban és az Egyesült Királyságban a dal, ahol szintén nagy sikert aratott. Az Egyesült Királyságban bekerült a Top 10-be, ezzel Delta harmadik Top 10-es sikerét aratta a szigetországban. 2003 októberében jelent meg Új-Zélandon, de csak a 44. helyen nyitott, majd egy héttel később előrébb lépett a listán a 19. helyre, legvégül a lista 4. helyét sikerült megszereznie.

## Videóklip
A videóklipet az Intercontinental Hotel-ben forgatták Sydneyben, 2003. május 2. és  május 3. között, a klip rendezője Michael Gracey volt.

## Diszkográfiája
Ausztrália CD kislemez 1
- Innocent Eyes – 3:52
- Hear Me Calling – 3:47
- Lost for Words – 4:15

Ausztrália CD kislemez 2
- Innocent Eyes – 3:52
- Lost Without You" (Smash 'n' Grab extended mix) – 7:20
- Lost Without You" (The Luge mix) – 4:04

UK CD kislemez 1
- Innocent Eyes (album verzió) – 3:53
- Lost Without You (Soulchild remix) – 3:55
- Lost for Words – 4:15
- Innocent Eyes (videóklip) – 3:53

UK CD kislemez 2
- Innocent Eyes (album verzió) – 3:53
- Innocent Eyes (The Luge Mix) – 5:09
- Kulisszatitkok Lost Without You (video)

## Helyezések a kislemez eladási listákon
| Lista (2003)                  | Helyezés |
| ----------------------------- | -------- |
| Ausztrália ARIA Singles Chart | 1        |
| Írország Singles Chart        | 25       |
| Új-Zéland Singles Chart       | 14       |
| UK Singles Chart              | 9        |

## Megjelenés dátuma
| Ország     | Dátum                | Kiadó        | Formátum |
| ---------- | -------------------- | ------------ | -------- |
| Ausztrália | 2003. június 6.      | Epic Records | CD       |
| UK         | 2003. szeptember 22. | Epic Records | CD       |
| Új-Zéland  | 2003. november 2.    | Sony Records | CD       |

## Fordítás
- Ez a szócikk részben vagy egészben  az   Innocent_Eyes_(song) című angol Wikipédia-szócikk fordításán alapul.  Az eredeti cikk szerkesztőit annak laptörténete sorolja fel. Ez a jelzés csupán a megfogalmazás eredetét és a szerzői jogokat jelzi, nem szolgál a cikkben szereplő információk forrásmegjelöléseként.